# Canton de Fiumalto-d'Ampugnani
Le canton de Fiumalto-d'Ampugnani est une ancienne division administrative française, située dans le département de la Haute-Corse et la collectivité territoriale de Corse. La Porta était son chef-lieu.

## Géographie
Le canton réunissait les territoires correspondant à la moyenne vallée du Fium'Altu (Ampugnani) et à la rive droite de la basse vallée du Fium'Altu (Tavagna).

## Histoire
Ce canton est issu de la fusion des cantons de La Porta et de Pero-Casevecchie en 1973. 
Le 1er janvier 2010 le canton, ainsi que trois autres, est retiré de l'arrondissement de Bastia et est rattaché à celui de Corte.
Il est supprimé par le décret du 26 février 2014, à compter des élections départementales de mars 2015. Il est englobé dans le canton de Casinca-Fiumalto, à l'exception des communes de Poggio-Mezzana et de Velone-Orneto, rattachées à celui de Castagniccia.

## Représentation

### Conseillers généraux du canton de La Porta (1833-1973)
- De 1833 à 1848, les cantons de Campile et de La Porta avaient le même conseiller général. Le nombre de conseillers généraux était limité à 30 par département[3].

| Période                                  | Période | Identité                              | Étiquette              | Qualité                                                                                     |
| ---------------------------------------- | ------- | ------------------------------------- | ---------------------- | ------------------------------------------------------------------------------------------- |
| 1833                                     | 1845    | Vicomte Tiburce Sebastiani            | Majorité ministérielle | Lieutenant-général commandant la 17ème division militaire Député (1828-1835) Pair de France |
| 1846                                     | 1848    | Jacques Antoine Gavini de Campile     |                        | Conseiller à la cour d'appel de Bastia                                                      |
| 1848                                     | 1852    | Jean-Antoine Pompéi (1796-1878)       |                        | Ancien Sous-Préfet de Calvi                                                                 |
| 1852                                     | 1855    | François-Xavier Pompéi (1825-1898)    |                        | Procureur de la Cour d'Appel d'Alger                                                        |
| 1855                                     | 1864    | Antoine-André Casabianca              |                        | Médecin à Casabianca                                                                        |
| 1864                                     | 1871    | Horace Sébastiani                     |                        | Juge de paix                                                                                |
| 1871                                     | 1874    | Antoine Guérin Vittini (1833-1899)    | Droite                 | Propriétaire Maire de La Porta                                                              |
| 1874                                     | 1877    | M. Casalta                            | Bonapartiste           |                                                                                             |
| 1877                                     | 1895    | Eugène Pompéi                         | Républicain            | Procureur de la République à Rochefort puis à Bordeaux                                      |
| 1895                                     | 1901    | Jean-Baptiste, dit Titu de Caraffa    | Républicain            | Avocat, premier adjoint au maire de Bastia                                                  |
| 1901                                     | 1907    | Charles Vittini (fils d'A.Vittini)    | Républicain            | Ingénieur à Bastia, maire de La Porta, conseiller d'arrondissement                          |
| 1907                                     | 1919    | Vicomte Horace Sebastiani (1869-1921) |                        | Docteur en droit à Beauvais (Oise) puis à Ajaccio                                           |
| 1919                                     | 1937    | Paul-Sébastien Moretti                | Rad.                   | Avocat à la Cour d'appel de Bastia, ancien bâtonnier                                        |
| 1937                                     | 1940    | M. Poggi                              | Rad.                   |                                                                                             |
|                                          |         |                                       |                        |                                                                                             |
| 1945                                     | 1951    | Philippe Semidei                      |                        | Exploitant agricole, Velone-Orneto                                                          |
| 1951                                     | 1958    | Nicolas Semidei                       | RGR puis DVD           | Médecin Maire de Velone-Orneto Suppléant du député Jean Zuccarelli (1962-1967)              |
| 1958                                     | 1973    | Pierre-Paul Giacomi                   | DVD puis UNR puis UDR  | Médecin - Maire de Pruno (1953-1983) Député (1968-1973)                                     |
| Les données manquantes sont à compléter. |         |                                       |                        |                                                                                             |

### Conseillers d'arrondissement du canton de La Porta (de 1833 à 1940)
| Période                                  | Période | Identité               | Étiquette    | Qualité |
| ---------------------------------------- | ------- | ---------------------- | ------------ | --- |
| 1833                                     |         | Sébastien Alerini      |              | Maire de Silvareccio; nommé juge de paix en 1848                                                            |
|                                          |         |                        |              | |
| 1852                                     | 1855    | Scipion Zauli          |              | |
| 1855                                     | 1861    | François-Marie Albani  |              | Notaire, propriétaire à Scata                                                                               |
| 1861                                     |         | François-Xavier Paoli  |              | Maire de La Porta                                                                                           |
|                                          |         |                        |              | |
| avant 1877                               | 1880    | Jean-Thomas Casabianca |              | Maire de Casabianca                                                                                         |
| 1880                                     |         | Dominique Paoli        |              | Propriétaire à La Porta                                                                                     |
|                                          |         |                        |              | |
| 1892                                     | 1901    | Charles Vittini        |              | Ingénieur à Bastia, maire de La Porta                                                                       |
|                                          |         |                        |              | |
|                                          | 1910    | M. Giannorsi           |              | |
| 1910                                     | 1919    | M. Pancrazi            |              | Médecin |
| 1919                                     | 1922    | M. Angelini            |              | |
| 1922                                     | 1928    | M. Domestici           |              | |
| 1928                                     | 1934    | M. Agostini            | Parti Pietri | Lieutenant en retraite                                                                                      |
| 1934                                     | 1940    | M. Giacomi             |              | |
| 1940                                     |         |                        |              | Les conseils d'arrondissement ont été suspendus par la loi du 12 octobre 1940 et n'ont jamais été réactivés |
| Les données manquantes sont à compléter. |         |                        |              | |

### Conseillers généraux du canton de Pero-Casevecchie (1833-1973)
- De 1833 à 1848, les cantons de Cervione, Pero-Casevecchie et San Nicolao avaient le même conseiller général. Le nombre de conseillers généraux était limité à 30 par département[3]

| Période                                  | Période           | Identité                               | Étiquette     | Qualité |
| ---------------------------------------- | ----------------- | -------------------------------------- | ------------- | --- |
| 1833                                     | 1836              | Antoine Philippe dit Darius Casalta    |               | Maréchal de camp en retraite à Cervione |
| 1836                                     | 1848              | Antoine Félix Auguste Poli (1803-1877) |               | Procureur du Roi près le Tribunal d'Ajaccio puis Conseiller à la Cour Royale de Bastia                                                                             |
| 1848                                     | 1852              | Jean Paul Borghetti                    |               | Chirurgien à Bastia |
| 1852                                     | 1862              | François-Octavien Antoine Renucci      |               | Juge de paix à Pero-Casevecchie |
| 1862                                     | 1870              | M. Filippi                             |               | Chef d'escadron d'état-major |
| 1870                                     | 1888 (décès)      | Patrice de Corsi (1824-1888)           | Républicain   | Conseiller à la Cour d'appel de Bastia Maire de Bastia (1871) Président du Conseil Général Sénateur (1888)                                                         |
| 1888                                     | 1890 (annulation) | Ange-Louis de Corsi                    | Républicain   | Vicaire à Vescovato puis curé de Brando |
| 1890                                     | 1901              | Pierre de Casabianca                   | Républicain   | Avocat à Bastia puis Substitut du Procureur général à Aix-en-Provence                                                                                              |
| 1901                                     | 1919              | Pierre Franchetti                      | Rad.          | Docteur en médecine à Bastia |
| 1919                                     | 1940              | Patrice de Corsi (1886-1948)           | RG            | Avocat à Bastia, maire de Talasani |
|                                          |                   |                                        |               | |
| 1945                                     | 1958              | Pierre-François Romani                 | DVD           | Gouverneur de la France d'Outre-Mer Sénateur (1948-1955) Maire de Taglio-Isolaccio Président du Conseil Général Nommé commissaire du Gouvernement au Niger en 1955 |
| 1958                                     | 1973              | Paul Renucci                           | Rad. puis MRG | Avocat à la Cour Maire de Pero-Casevecchie (1965-2006) |
| Les données manquantes sont à compléter. |                   |                                        |               | |

### Conseillers d'arrondissement du canton de Pero-Casevecchie (de 1833 à 1940)
| Période                                  | Période    | Identité                       | Étiquette    | Qualité |
| ---------------------------------------- | ---------- | ------------------------------ | ------------ | --- |
| 1833                                     |            | M. Taddéi                      |              | Maire de Pero-Casevecchie                                                                                   |
|                                          |            |                                |              | |
| 1852                                     | 1864       | Antoine Marj                   |              | |
| 1864                                     | ap.1870    | Don-Vincent Taddéi (1824-1895) |              | Commis principal des postes à Bastia, propriétaire, maire de Pero-Casevecchie                               |
|                                          |            |                                |              | |
| avant 1877                               | après 1882 | François-André Guerrini        |              | Propriétaire à Velone-Orneto                                                                                |
|                                          |            |                                |              | |
| 1889                                     |            | M. Romani                      |              | |
|                                          |            |                                |              | |
| 1898                                     |            | Jean Antoine Sicurani          |              | Huissier du Tribunal de Première instance de Bastia                                                         |
|                                          |            |                                |              | |
| 1919                                     | 1928       | M. Bertozzi                    |              | |
| 1928                                     | 1940       | Pierre Angelini                | Parti Pietri | |
| 1940                                     |            |                                |              | Les conseils d'arrondissement ont été suspendus par la loi du 12 octobre 1940 et n'ont jamais été réactivés |
| Les données manquantes sont à compléter. |            |                                |              | |

### Conseillers généraux du canton de Fiumalto-d'Ampugnani (1973-2015)
| Période | Période      | Identité                         | Étiquette                              | Qualité |
| ------- | ------------ | -------------------------------- | -------------------------------------- | --- |
| 1973    | 1983 (décès) | Pierre-Paul Giacomi              | UDR puis RPR                           | Médecin Député (1968-1973 et 1978-1981) Maire de Pruno (1953-1983)                                                           |
| 1983    | 2015         | Ours-Pierre Grimaldi (1943-2016) | UDF puis UMP Union libérale de progrès | Maire de La Porta (1977-2001) Président de l'Office d'équipement hydraulique Suppléant du député Paul Patriarche (1997-2002) |

## Composition
Le canton de Fiumalto-d'Ampugnani comprenait vingt communes et comptait 3 322 habitants, selon la population légale de 2012.
| Communes               | Population (2012) | Code postal | Code Insee |
| ---------------------- | ----------------- | ----------- | ---------- |
| Casabianca             | 94                | 20237       | 2B069      |
| Casalta                | 50                | 20215       | 2B072      |
| Croce                  | 77                | 20140       | 2B101      |
| Ficaja                 | 52                | 20237       | 2B113      |
| Giocatojo              | 45                | 20237       | 2B125      |
| Pero-Casevecchie       | 128               | 20230       | 2B210      |
| Piano                  | 23                | 20131       | 2B214      |
| Poggio-Marinaccio      | 30                | 20237       | 2B241      |
| Poggio-Mezzana         | 626               | 20230       | 2B242      |
| Polveroso              | 39                | 20229       | 2B243      |
| La Porta               | 210               | 20237       | 2B246      |
| Pruno                  | 183               | 20264       | 2B252      |
| Quercitello            | 50                | 20237       | 2B255      |
| Scata                  | 49                | 20213       | 2B273      |
| Silvareccio            | 119               | 20215       | 2B280      |
| San-Damiano            | 52                | 20213       | 2B297      |
| San-Gavino-d'Ampugnani | 89                | 20213       | 2B299      |
| Taglio-Isolaccio       | 565               | 20230       | 2B318      |
| Talasani               | 731               | 20230       | 2B319      |
| Velone-Orneto          | 110               | 20230       | 2B340      |

## Démographie
| 1975  | 1982  | 1990  | 1999  | 2006  | 2011  | 2012  |
| ----- | ----- | ----- | ----- | ----- | ----- | ----- |
| 2 495 | 2 423 | 2 423 | 2 701 | 3 140 | 3 296 | 3 322 |